# Colibași, Dâmbovița
Colibași este un sat în comuna Iedera din județul Dâmbovița, Muntenia, România.
La sfârșitul secolului al XIX-lea, satul Colibași era reședința unei comune de sine stătătoare, din plasa Ialomița-Dâmbovița a județului Dâmbovița. Comuna Colibași avea în compunere satele Colibași, Tisa și Ciocoiești, cu 630 de locuitori, și în ea funcționau o moară de apă, o biserică și o școală mixtă cu 15–21 de elevi.
În 1925, comuna Colibași, cu satele Colibași, Ciocoiești și Tișan, avea 1035 de locuitori și făcea parte din plasa Pucioasa a județului Dâmbovița.
În 1950, comuna Colibași a trecut la raionul Pucioasa, din regiunea Prahova, și apoi (după 1952) din regiunea Ploiești. În 1968, comuna Colibași a fost desființată și inclusă în comuna Iedera care atunci a devenit comună suburbană a orașului Moreni din județul Dâmbovița.